# Occupation russe de l'oblast de Jytomyr
- Territoire ukrainien n'ayant jamais été occupé
- Territoire occupé par la Russie puis récupéré par l'Ukraine

L'occupation russe de l'oblast de Jytomyr est une occupation militaire qui a commencé le 26 février 2022, deux jours après le début de l'invasion russe de l'Ukraine. La capitale, Jytomyr n'a jamais été conquise, mais fut cependant bombardée lors des attaques visant l'aéroport de la ville. De petites villes et localités ont été prises, dans le nord-ouest et le centre-nord de raïon de Korosten, près de la limite avec l'oblast de Kiev.

## Occupation
Les forces russes ont avancé du voblast de Homiel, en Biélorussie, vers l'oblast de Jytomyr, conquérant d'abord plusieurs localités telles que Perchotravneve, Vystupovychi et Radcha. D'autres troupes sont déployées plus tard dans l'oblast du centre-nord de Jytomyr et s'emparent de Chervonosilka, Selezivka et Syrnytsia. À son apogée, les forces russes occupent 1 421,16 km2 de territoire.
Le 5 mars, les forces russes prennent le contrôle de Kocheriv et de Kvitneve.
Le 31 mars, les forces ukrainiennes reprennent Selezivka et Syrnystia, Kocheriv et Kvitene, ne laissant que Chervonosilka, Pershotravneve, Radcha et plusieurs autres petits villages sous contrôle russe.
Le 2 avril, des responsables ukrainiens affirment avoir débarrassé la région des forces russes. Le gouverneur de l'oblast de Jytomyr, Vitaliy Boutchenko, affirme que les troupes russes ont laissé du matériel militaire et des mines dans les villes et les maisons,.
Le 8 avril, la Russie se retire de l'intégralité de ses territoires occupés dans le nord de l'Ukraine.